# Đấu trường sinh tử (tiểu thuyết)
Đấu trường sinh tử (nguyên tác: The Hunger Games, hay "Trò chơi đói khổ") là một tiểu thuyết giả tưởng cho thanh thiếu niên của nhà văn và nhà viết kịch truyền hình người Mỹ Suzanne Collins. Nhà xuất bản Scholastic xuất bản tác phẩm này lần đầu vào 14 tháng 9 năm 2009, với phiên bản bìa cứng, và đây là phần đầu tiên trong bộ truyện cùng tên. Câu chuyện được thuật lại theo quan điểm của nhân vật chính, một cô gái 16 tuổi tên Katniss Everdeen, đang sống trong một thế giới tương lai sau một trận đại họa ở quốc gia Panem, vốn là Bắc Mỹ trước đây. Thủ đô Capitol của quốc gia này là một thành phố phồn vinh, nắm quyền bá chủ đối với 12 quận xung quanh thành phố. Trò chơi sinh tử là một cuộc thi hằng năm được chiếu trên truyền hình toàn quốc. Trong đó, mỗi quận cử một nam một nữ ở độ tuổi từ 12 đến 18 để tham gia vào cuộc thi. Mục tiêu của trò chơi là phải tiêu diệt tất cả các đối thủ khác để giành chiến thắng.
Truyện cũng đã được phát hành dưới dạng bìa mềm, sách âm thanh và sách điện tử. Lượng phát hành ban đầu là 200.000 bản, đã tăng lên 4 lần so với số lượng dự kiến ban đầu là 50.000. Từ khi được xuất bản, tiểu thuyết đã được dịch ra 26 thứ tiếng và phát hành tại 38 quốc gia. Tiểu thuyết nhận nhiều đánh giá tích cực từ nhiều nhà phê bình và tác giả lớn. Đấu trường sinh tử là tiểu thuyết đầu tiên trong ba quyển, tiếp theo là Catching Fire, được xuất bản ngày 1 tháng 9 năm 2009, và Mockingjay, xuất bản ngày 24 tháng 8 năm 2010. Đến nay, bộ truyện đã bán trên 26 triệu bản trên mọi hình thức.
Phiên bản tiếng Việt do Trần Quốc Tân dịch và Nhà xuất bản Văn học phát hành, đã xuất bản vào năm 2010.
Một bộ phim chuyển thể, cũng được chính tác giả viết kịch bản và đồng sản xuất, do Gary Ross đạo diễn, đã công chiếu vào ngày 23 tháng 3 năm 2012. Phim bị cấm chiếu tại Việt Nam.

## Hoàn cảnh sáng tác
Tác giả cho biết bà lấy cảm hứng viết Đấu trường sinh tử trong lúc đang lướt các kênh trên TV. Trên một kênh bà đã thấy thí sinh thi đua nhau trong một chương trình truyền hình thực tế, trong khi trên một kênh khác bà lại thấy hình ảnh từ chiến tranh Iraq. Hai hình ảnh này "bắt đầu pha trộn một cách rất khó chịu" và ý tưởng cho quyển sách được hình thành. Câu chuyện về Theseus trong thần thoại Hy Lạp được dùng làm nền tảng cho câu chuyện; bà miêu tả nhân vật Katniss như là một Theseus trong tương lai, và dùng các cuộc thi đấu trường tại La Mã làm cốt truyện. Cảm giác mất mát mà Collins có trong lúc cha bà đang phục vụ trong chiến tranh Việt Nam cũng đã ảnh hưởng đến câu chuyện, trong đó nhân vật chính đã mất cha mình khi cô 11 tuổi, 5 năm trước khi câu chuyện bắt đầu.
Tác giả cũng nói một trong những người ảnh hưởng lớn tới tác giả là người cha, một cựu chiến binh tại Việt nam trong Không lực Hoa Kỳ. Bà lấy nhiều dữ liệu từ lời kể của người cha.

## Nội dung
Một thời điểm nào đó trong tương lai, sau một trận đổ nát, có một quốc gia tên Panem được thành lập tại nơi từng là Bắc Mỹ. Panem có một thành phố thủ đô chói lọi tên là Capitol, và 12 quận xung quanh, nghèo đói hơn, chịu sự đô hộ của Capitol. Câu chuyện bắt đầu tại Quận 12, nằm tại khu vực có nhiều mỏ than mà trước kia là Appalachia.
Để trừng phạt cuộc nổi dậy đã xảy ra 74 năm trước kia của Quận 13, cũng là nguyên nhân khiến quận này bị tiêu diệt, hàng năm mỗi quận phải bốc thăm chọn một nam một nữ ở độ tuổi 12 đến 18 để đem tế cho thành phố Capitol. Họ sẽ tham gia vào một trò chơi sinh tử, phải tiêu diệt tất cả các đối thủ khác trong một đấu trường ngoài trời để giành chiến thắng, trong khi các hành động của họ được chiếu trên truyền hình toàn quốc. Câu chuyện được thuật lại theo quan điểm của Katniss Everdeen, một cô gái 16 tuổi từ Quận 12, người đã tình nguyện tham gia để thay thế cô em gái, Primrose. Một nhân vật khác cũng đến từ Quận 12 là Peeta Mellark, con trai của một người làm bánh mà Katniss đã quen biết ở trường học, cũng là người đã từng cho cô bánh mì khi gia đình cô đói khổ đến mức tuyệt vọng.
Katniss và Peeta được đưa đến Capitol, nơi người cố vấn của họ, Haymitch Abernathy, người từng thắng cuộc trong một cuộc thi trước đây, chỉ giáo họ các mánh khóe để tham gia cuộc thi. Sau đó họ được diễu hành trước khán giả và được phỏng vấn trên truyền hình. Vào lúc này, Peeta tiết lộ rằng cậu đã yêu thầm Katniss từ lâu. Katniss tin rằng đây là một thủ đoạn để giành sự ủng hộ của khán giả, vì khán giả có thể tặng những vật cần thiết như thực phẩm, thuốc, và các dụng cụ trong lúc trò chơi diễn ra. Trò chơi bắt đầu, với 11 trong 24 người tham gia bị giết chết trong ngày đầu tiên. Katniss phải dựa vào các kỹ năng săn bắn của mình để tồn tại. Mỗi ngày đều có thêm người chết. Một vài ngày sau, Katniss đã liên kết với Rue, một cô bé 12 tuổi từ Quận 11 (quận nông nghiệp), người khiến Katniss liên tưởng đến người em gái của mình. Tuy nhiên, ít lâu sau Rue bị một người khác giết chết. Theo lời yêu cầu của Rue, Katniss hát cho Rue nghe, và trải hoa trên xác của Rue như một dấu hiệu kính trọng, và ghê tởm đối với Capitol.
Trong lúc cuộc thi đang diễn ra, những người tổ chức đã đổi luật trò chơi, cho phép 2 người cùng quận có thể cùng thắng. Nghe đến điều này, Katniss tìm kiếm Peeta và tìm được anh trong lúc anh bị thương nặng. Trong lúc chăm sóc Peeta, cô diễn vai một cô gái đang yêu để giành sự sủng ái từ khán giả. Khi chỉ còn hai người sống sót, ban tổ chức lại đổi luật và bắt hai người phải đấu một trận sinh tử. Katniss, biết rõ rằng những nhà tổ chức thà có hai người thắng hơn là không còn ai, lấy ra dâu độc và cùng Peeta bắt đầu ăn. Vì không muốn cả hai đều chết, những người tổ chức tuyên bố cả hai đã thắng cuộc.
Mặc dù đã sống sót và được đối xử như một nữ anh hùng, Haymitch cảnh báo với Katniss rằng cô đã trở thành một mục tiêu chính trị vì đã dám công khai chống lại chính quyền độc tài. Peeta bị cưa cụt chân trái do vết thương trong cuộc chơi trong lúc bảo vệ Katniss, vỡ mộng khi biết được rằng những hành động âu yếm Katniss dành cho mình trong cuộc chơi chỉ là đóng kịch.

## Các chủ đề
Trong một cuộc phỏng vấn với Collins, quyển sách được miêu tả là "đề cập tới các vấn đề như nghèo đói cùng cực, nạn đói, áp bức và những ảnh hưởng của chiến tranh, cũng như nhiều vấn đề khác." Cuốn sách nói về cuộc đấu tranh sinh tồn mà những người Panem đối mặt ở ngoài đời và trong cuộc chơi mà họ phải tham gia. Nạn đói và nhu cầu các nguồn lực mà các công dân gặp phải tạo ra một bầu không khí bất lực mà các nhân vật chính cố gắng để vượt qua trong cuộc đấu tranh để tồn tại. Kỹ năng bắn cung của Katniss có được từ nhu cầu săn bắn để nuôi gia đình - nhu cầu này đã đem lại cho cô những kỹ năng tất yếu trong đấu trường, và tượng trưng cho sự từ bỏ luật lệ của Captiol trong các trường hợp hiểm nghèo.
Những lựa chọn của các nhân vật và những chiến lược họ sử dụng thường phức tạp về mặt đạo đức. Mỗi tế vật đã phát triển một nhân cách mà họ muốn khán giả thấy được trong suốt cuộc chơi. Voice of Youth Advocates (VOYA) chỉ ra những chủ đề chính của Đấu trường sinh tử là "sự kiểm soát và giám sát của chính quyền và sự độc lập cá nhân". Capitol bắt buộc mọi công dân phải xem cuộc thi trên truyền hình. Một chủ đề khác cũng được nhắc đến là chủ đề quyền lực và suy sụp, giống như vở kịch Julius Caesar của Shakespeare.
Phóng viên Donald Brake của tờ The Washington Times, cũng như Jessica Groover của tờ Independent Tribune, cho rằng câu chuyện lấy đề tài Kitô giáo, chẳng hạn như hành động tự nguyện hy sinh, thể hiện qua việc Katniss tình nguyện làm vật tế để thay thế cho em gái mình - tương tự như việc Chúa Jesus hy sinh, thay thế cho hành động chuộc lại tội lỗi trong Kitô giáo. Brake, cùng với một nhà bình luận khác, Amy Simpson, đều nhận thấy rằng câu chuyện cũng xoay quanh đề tài hy vọng, thể hiện qua "lòng tốt kiên định của em gái Katniss, Primrose". Nhà bình luận cũng cho rằng Peeta Mellark là một nhân vật mang hình ảnh Chúa trong câu chuyện. Tương tự như những sự kiện trong Nỗi khổ hình của Chúa Jesus, trong cuộc chơi tại đấu trường, Peeta bị đâm và bị bỏ lại với cái chết sau khi cứu mạng Katniss—hành động chịu bị thương ban đầu là vì cô ấy—sau đó bị chôn trong lòng đất và được đưa vào một hang động trong ba ngày trước khi hồi phục và sống lại. Hơn nữa, hình ảnh Kitô giáo về ổ bánh mì cuộc sống xuất hiện suốt trong Đấu trường sinh tử; trong câu chuyện, Peeta xuất hiện "mang theo một ổ bánh mì ấm áp" và Katniss chậm rãi "hồi sinh". Một bản tin video với sự tham gia của Jonathan Morris chiếu trên Fox News thảo luận về đề tài tôn giáo trong câu chuyện. Thêm vào đó, nhiều mục sư đã viết nghiên cứu Kinh Thánh nói về những nội dung Kitô giáo ẩn chứa trong câu chuyện.

## Đánh giá
Đấu trường sinh tử nhận được những đánh giá tích cực từ các nhà phê bình. Trong bài phê bình cho tạp chí Entertainment Weekly, nhà văn Stephen King đã đề cao sức thu hút của tiểu thuyết và đã so sánh nó với "những trò chơi video cử-động-là-bắn thường thấy ở tiền sảnh những rạp chiếu phim gần nhà; bạn biết rõ rằng nó không có thật, nhưng vẫn cứ bỏ tiền ra để chơi." Tuy nhiên, ông cũng nói nội dung truyện có chỗ "thể hiện sự lười biếng của tác giả mà trẻ em có thể chấp nhận dễ dàng hơn là người lớn" và chuyện tình tay ba giữa Katniss, Gale, và Peeta là quá thường tình trong thể loại này. Ông đánh giá tiểu thuyết điểm B. Elizabeth Bird của tờ School Library Journal đã đề cao quyển tiểu thuyết, cho rằng nó "lý thú, thấm thía, sâu sắc và làm ngộp thở trong từng diễn biến". Bài phê bình này cho rằng Đấu trường sinh tử là một trong những quyển sách hay nhất năm 2008. Booklist cũng có những đánh giá tích cực, đề cao tính bạo lực và tính lãng mạn trong quyển sách. Trong bài phê bình cho tờ The New York Times, John Green viết rằng quyển tiểu thuyết được "xây dựng tình tiết một cách tài tình kèm có tốc độ tiến triển hoàn hảo" và "sức hút đáng kể của tiểu thuyết đến từ khả năng xây dựng một thế giới tỉ mỉ đầy thuyết phục của Collins cùng một nữ nhân vật chính phức tạp và quyến rũ, đi vào trí nhớ của người xem". Tuy nhiên, ông cũng chỉ trích rằng đôi lúc quyển sách không thể hiện được tiềm năng phúng dụ mà tình tiết phải truyền tải và chỉ "thuật lại các hành động, không thêm gì nhiều." Kirkus Reviews cũng đã phê bình tích cực, đề cao các hành động và việc xây dựng thế giới truyện, nhưng cho rằng "sự biên tập không tốt trong lần in thứ nhất đã khiến nhiều người đọc kĩ tính phân tâm - thật đáng xấu hổ." Tạp chí Time cũng đề cao tính lôi cuốn của bạo lực trong sách. Rick Riordan, tác giả của bộ sách Percy Jackson & the Olympians, cho rằng đây là "thứ gần một tiểu thuyết phiêu lưu hoàn hảo nhất" mà ông đã từng đọc. Stephenie Meyer (tác giả của bộ truyện Chạng vạng) đã đề cao quyển sách trên website cá nhân, nói rằng, "Tôi đã bị quyển sách này ám ảnh ...Đấu trường sinh tử thật đáng kinh ngạc!"
Đấu trường sinh tử cũng bị chỉ trích vì có nội dung tương tự với tiểu thuyết Battle Royale của Takami Koushun. Collins cho rằng "Tôi chưa bao giờ nghe đến quyển sách hay tác giả đó cho đến khi tôi nộp sách mình xong. Vào thời điểm đó, có người nhắc đến nó với tôi, và tôi hỏi người biên tập tôi có nên đọc nó không. Ông nói: 'Không, tôi không muốn thế giới đó đi vào trong thâm tâm bà. Cứ tiếp tục làm những gì mình đã làm.'" Susan Dominus của tờ The New York Times tường thuật rằng "những điểm giống nhau nổi bật đến nỗi tác phẩm của Collins đã bị tấn công trên các blog như là một bản sao trơ tráo", nhưng lại tranh luận rằng "có đủ nguồn viết nên cốt truyện để hai tác giả có thể trùng nhau ở cơ cấu riêng". 
King ghi nhận rằng phần "đất xấu" của những chương trình truyền hình thực tế cũng tương tự như chương trình "Battle Royale", cũng như The Running Man và The Long Walk của ông. Green cũng chỉ ra rằng mở đầu của cuốn tiểu thuyết "gần giống" Battle Royale. Eric Eisenberg viết rằng Đấu trường sinh tử "không phải là bản sao phát triển [của Battle Royale], mà chỉ đơn thuần là sử dụng một ý tưởng gần giống khác", ông còn chỉ ra sự khác biệt trong câu chuyện và đề tài. Robert Nishimura viết rằng "bảo vệ Battle Royale khỏi việc đạo văn là việc lãng phí thời gian, vì Đấu trường sinh tử có một hệ thống nền tảng văn hóa hoàn toàn khác nhau. Collins chỉ đề cập và vẽ ra những ý tưởng từng diễn ra nhiều lần trước đây, ngoài ra còn bổ sung phần tham khảo của tác giả về thần thoại Hy Lạp."
Cuốn tiểu thuyết cũng gây nhiều tranh cãi; xếp thứ năm trong danh sách thách thức năm 2010 của Hiệp hội thư viện Hoa Kỳ, với lý do là "tình dục lộ liễu", không phù hợp với lứa tuổi và bạo lực".

### Giải thưởng
Đấu trường sinh tử nhận được nhiều giải thưởng và tôn vinh, là một trong những tác phẩm được đánh giá là "Sách hay nhất của năm" của tạp chí Publishers Weekly trong năm 2008 và "Sách thiếu nhi đáng chú ý năm 2008" của báo The New York Times. Quyển sách cũng thắng giải Golden Duck ở thể loại tiểu thuyết dành cho thanh thiếu niên vào năm 2009. Đấu trường sinh tử cũng đoạt giải Cybil 2008 ở thể loại sách khoa học viễn tưởng cùng với quyển The Graveyard Book. Tác phẩm còn là một trong những "Sách hay nhất 2008" của School Library Journal (tạp chí thư viện học đường) và có mặt trong "Danh sách sách chọn lọc của biên tập viên" năm 2008. Năm 2011, quyển sách giành Huy chương độc giả trẻ California. Trong bản năm 2012 của tạp chí Parent and Child do Scholastic xuất bản, Đấu trường sinh tử được xếp thứ 33 trong danh sách sách hay nhất dành cho thiếu nhi, cùng với giải thưởng cho "đoạn kết lý thú nhất".

## Liên kết khác
- Trang web chính thức của Suzanne Collins
- Đấu trường sinh tử trên Google Books